# Dixie Blur
Dixie Blur — четвёртый студийный альбом американского музыканта и продюсера Джонатана Уилсона, выпущенный 6 марта 2020 года на Bella Union и BMG Rights Management. Альбом получил положительные отзывы критиков и занял первое место в британском чарте UK Americana Albums.

## История
Том Джурек из AllMusic отметил, что «после того как Джонатан Уилсон выпустил в 2018 году замечательный альбом Rare Birds, он понял, что довёл свой третий альбом, написанный в каньоне Топанга и пропитанный психоделией, до зенита, и ему нужно новое направление». Он нашёл его случайно, участвуя в программе «eTown» на NPR со Стивом Эрлом. Известный поэт и автор-исполнитель посоветовал ему отправиться в Нэшвилл и воспользоваться преимуществами его первоклассных студийных асов. Уилсон был более чем заинтригован. Он отправился на восток и привлёк в качестве сопродюсера Пэта Сансоне из группы Wilco. Следующий звонок был сделан культовому скрипачу Марку О’Коннору. Выросший в Северной Каролине, Уилсон с восторгом вспоминал место скрипки в кантри, горной музыке и блюграссе. О’Коннор не выступал в качестве сессионного музыканта с 90-х годов, но Уилсон убедительно просил и уговаривал его, и он согласился принять участие. Они с Сансоном наняли прославленный состав музыкантов: гитариста Кенни Вона, басиста Денниса Крауча, гитариста педальной слайд-гитары Расса Пала, Джима Хока на деревянных духовых и губной гармонике, барабанщика Джона Рэдфорда и клавишника Дрю Эриксона. Все они на шесть дней поселились в студии Cowboy Jack Clement’s Sound Emporium и записывали альбом в прямом эфире с пола студии; в альбоме практически нет перегрузок.

## Отзывы
| Совокупная оценка    | Совокупная оценка |
| Источник             | Оценка            |
| -------------------- | ----------------- |
| Metacritic           | 80/100            |
| Оценки критиков      |                   |
| Источник             | Оценка            |
| AllMusic             | [ 1 ]             |
| The Line of Best Fit | 8/10              |
| Under the Radar      | 7/10              |

Альбом Dixie Blur получил положительные отзывы критиков. Он получил 80 баллов из 100 на агрегаторе рецензий Metacritic на основе шести отзывов критиков, что свидетельствует о «в целом благоприятном» приёме.
Том Джурек из AllMusic отметил, что «Dixie Blur звучит именно так, как он есть: Уилсон берёт на вооружение американу, кантри, блюграсс и танцевальную музыку Западного Техаса. Сет настолько же космический, насколько и приземлённый». Рецензент сказал в заключении: «Dixie Blur — это самая личная и непосредственная коллекция песен Уилсона. Они поэтично написаны по памяти и вдохновлены превосходным исполнением его помощников».

## Список композиций
| №                   | Название                | Длительность |
| ------------------- | ----------------------- | ------------ |
| 1.                  | «Just for Love»         | 3:15         |
| 2.                  | «'69 Corvette»          | 4:21         |
| 3.                  | «New Home»              | 3:46         |
| 4.                  | «So Alive»              | 4:49         |
| 5.                  | «In Heaven Making Love» | 2:52         |
| 6.                  | «Oh Girl»               | 4:57         |
| 7.                  | «Pirate»                | 3:21         |
| 8.                  | «Enemies»               | 3:47         |
| 9.                  | «Fun for the Masses»    | 3:06         |
| 10.                 | «Platform»              | 3:34         |
| 11.                 | «Riding the Blinds»     | 4:48         |
| 12.                 | «El Camino Real»        | 3:05         |
| 13.                 | «Golden Apples»         | 3:19         |
| 14.                 | «Korean Tea»            | 6:04         |
| Общая длительность: | Общая длительность:     | 55:04        |

## Чарты
| Чарт (2020)                                  | Высшая позиция |
| -------------------------------------------- | -------------- |
| Германия (Offizielle Top 100)                | 41             |
| Шотландия (Scottish Albums Chart)            | 38             |
| Великобритания (UK Americana Albums)         | 1              |
| Великобритания (UK Independent Albums Chart) | 8              |